# Dierenartsen Zonder Grenzen
Dierenartsen Zonder Grenzen België (DZG) is een Belgische niet-gouvernementele organisatie (ngo) die ontwikkelingsprogramma’s in Afrika beheert. Door de veeteelt te verbeteren, strijdt de organisatie tegen honger en armoede. De ngo is vooral actief in gebieden waar veehouders het hardst getroffen worden door droogte en/of conflicten. Op dit moment heeft Dierenartsen Zonder Grenzen projecten in 9 landen: Benin, Burkina Faso, Niger, Mali, Mauritanië, Burundi, Oeganda, Rwanda en de Democratische Republiek Congo.

## Inleiding
Veeteelt is voor miljoenen Afrikanen van levensbelang. Wanneer de kudde ziek is, loopt het hele dorp gevaar. Toch is de dierengezondheidszorg in Afrika vaak ontoereikend voor een optimale gezondheid van de kuddes. Daarom bouwt Dierenartsen Zonder Grenzen diergeneeskundige netwerken uit in de meest afgelegen gebieden van Afrika. Door de dieren gezond te houden, in samenwerking met de plaatselijke bevolking, strijdt de organisatie tegen honger en armoede.
Dierenartsen Zonder Grenzen is een vereniging zonder winstoogmerk (vzw) die officieel als ngo erkend is door de Belgische overheid, talrijke internationale organisaties en verschillende Afrikaanse overheden. Dierenartsen Zonder Grenzen maakt deel uit van het netwerk VSF International.
De organisatie is de laatste jaren sterk gegroeid en beheert ondertussen ontwikkelings- en humanitaire programma’s in Benin, Burkina Faso, Mali, Mauritanië, Niger, Burundi, Oeganda, Rwanda en de Democratische Republiek Congo. De ngo is een van de weinige ontwikkelingsorganisaties die de bevolking steunt via de veehouderij.
Dierenartsen Zonder Grenzen is een organisatie met respect voor andere culturen en tradities. Door lokale partnerschappen aan te gaan en de plaatselijke bevolking te betrekken bij hun projecten, beoogt de organisatie activiteiten met een duurzame impact.

## Visie en missie
De visie van Dierenartsen Zonder Grenzen is "gezonde dieren, gezonde mensen, gezonde planeet". De ngo heeft als missie het welzijn van kansarme bevolkingsgroepen in ontwikkelingslanden te verbeteren door de veeteelt te optimaliseren.
De waarden van Dierenartsen Zonder Grenzen zijn: integriteit, respect, transparantie, expertise, efficiëntie, verantwoordelijkheidszin en empowerment. Tot de doelgroep van de organisatie behoort iedereen die aan kleinschalige veeteelt in Afrika doet: agro-veehouders, rondtrekkende veehouders en veehouders uit de stadsrand.

## Geschiedenis
Dierenartsen Zonder Grenzen België wordt in 1994 opgericht door 18 Belgische dierenartsen, met aan het roer professor Pascal Leroy. Hij slaagt erin zijn Vlaamse en Waalse collega’s en de faculteiten Diergeneeskunde van Luik en Gent te overtuigen om zich aan te sluiten bij een hulpprogramma voor landbouw en veeteelt om de armoede in het Zuiden te bestrijden.
Enkele maanden na zijn oprichting komt Dierenartsen Zonder Grenzen in een stroomversnelling terecht. UNICEF is op zoek naar een gespecialiseerde vereniging die voedselhulp kan verlenen aan de slachtoffers van het door burgeroorlog getroffen Soedan. Het Kinderfonds van de Verenigde Naties leidt er een programma rond poliovaccinatie, maar krijgt weinig steun van de lokale bevolking. De veehouders willen enkel meewerken aan de poliocampagne als er ook iets wordt gedaan aan de gezondheid van hun veestapel. “Als onze dieren sterven, hebben onze kinderen toch geen toekomst”, zeggen ze. In een land waar de runderpest op dat moment heuse ravages aanricht, brengt Dierenartsen Zonder Grenzen de nodige technische expertise.
Niet veel later, in 1995, wordt Dierenartsen Zonder Grenzen als ngo erkend. Een jaar later leidt een tweede project in Soedan tot de oprichting van het Southern Sudan Animal Health Auxiliary Training Institute (SSAHATI). Dit opleidingscentrum in Marial Lou bestaat nog steeds en wordt vandaag de dag beheerd door de Zuid-Soedanese overheid.
In 1997 bereidt het consortium ATIFA (Dierenartsen Zonder Grenzen, AQUADEV en ABR) een eerste vijfjarenprogramma (1998-2002) voor, dat goedgekeurd wordt door de Belgische ontwikkelingssamenwerking (DGOS). In datzelfde jaar worden twee nieuwe projecten opgestart in Mali en de Comoren.
In 1998 wordt Dierenartsen Zonder Grenzen geregistreerd bij het U.S. Agency for International Development (USAID) en overschrijdt het jaarbudget de kaap van 1 miljoen euro.
In 1999 lanceert de ngo in Turkana (Kenia) het TLDP-project (1999-2005) - Turkana Livestock Development Programme - en bedraagt het jaarbudget meer dan twee miljoen euro. Eveneens in deze periode wint Dierenartsen Zonder Grenzen de Prijs van het Veterinair Filmfestival van Zaragoza (Spanje) met de film “In het voetspoor van de kudde”, een documentaire van Roger Job over de Dinkaveehouders in Zuid-Soedan.
In 2000 sluit Dierenartsen Zonder Grenzen een tienjarig samenwerkingsakkoord met het Belgisch Overlevingsfonds. Vervolgens lanceert de organisatie in Soedan een project ter uitroeiing van de runderpest. In Rwanda en Niger gaan nieuwe projecten van start. Jan Leyers, muzikant en tv-maker, wordt peter van de ngo en bezoekt in 2002 het TLDP-project in Turkana.
In 2002 verhuist Dierenartsen Zonder Grenzen naar de gebouwen van de Stichting Prins Laurent in de Paul Deschanellaan in Brussel.
In 2003-2004 lanceert Dierenartsen Zonder Grenzen in samenwerking met het Belgisch Overlevingsfonds het project PROXEL in Niger, ter bevordering van een lokaal veterinair netwerk. De ngo ondertekent eveneens een samenwerkingsakkoord met het Bureau voor humanitaire hulpverlening van de Europese Commissie (ECHO).
In 2006 is Dierenartsen Zonder Grenzen actief in 10 Afrikaanse landen: Niger, Burkina Faso, Mali, Mauritanië, Rwanda, Congo, Soedan, Kenia, Oeganda en de Comoren. De organisatie richt samen met het Instituut voor Tropische Geneeskunde en de faculteiten Dierengeneeskunde van Luik en Gent het Belgische platform voor tropische diergeneeskunde en veeteelt (Be-troplive) op.
Dierenartsen Zonder Grenzen breidt zijn actieterrein in België uit met een ontwikkelingseducatieprogramma. Met dit programma wil de ngo de Belgische bevolking bewustmaken voor de Noord-Zuidrelaties en zo de internationale solidariteit stimuleren. Dierenartsen Zonder Grenzen ontwikkelt sensibiliseringsmateriaal en organiseert seminaries voor landbouw- en dierengeneeskundestudenten. Voorts organiseert de ngo uitwisselingsreizen tussen Belgische en Afrikaanse landbouwers.
In 2008 lanceert Dierenartsen Zonder Grenzen zijn nieuw driejarenprogramma, als onderdeel van zijn strategisch zesjarenplan, dat goedgekeurd wordt door de Belgische ontwikkelingssamenwerking. Ook het volgende programma (2011-2013) met nieuwe projecten in Niger, de Democratische Republiek Congo en België wordt goedgekeurd. De organisatie leidt een consortium dat een regionaal noodhulpprogramma uitvoert in Ethiopië, Oeganda en Somalië en dat gefinancierd wordt door de Europese Commissie. In datzelfde jaar worden de projecten in Mauritanië en de Comoren afgesloten en overgedragen aan de lokale bevolking.
In 2009, na 15 jaar, verlaat directrice Madeleine Onclin de organisatie en wordt er een nieuwe directie aangesteld. Wegens de ernstige droogte in Turkana start Dierenartsen Zonder Grenzen er een noodprogramma, gesubsidieerd door ECHO. Het project LUVUPEL - Strijd tegen de kwetsbaarheid door de kleinveeteelt - in Congo is een van de 23 laureaten van het Millenniumdoelstellingenprogramma van de Nationale Loterij. Dit project in Noord-Kivu heeft de jury overtuigd van zijn structurele bijdrage aan de strijd tegen armoede en honger.
In 2010 werkt Dierenartsen Zonder Grenzen samen met een aantal nieuwe financiële partners en start de organisatie een ambitieus project in Niger met steun van de Zwitserse ontwikkelingssamenwerking: COSAL, een noodprogramma om de weerbaarheid van de bevolking tegen de droogte te versterken.
De ngo organiseert ook allerlei activiteiten in België voor het grote publiek. Naar aanleiding van Wereldmelkdag op 1 juni verkleedt Dierenartsen Zonder Grenzen voor de tweede keer Manneken Pis als een Afrikaanse veehouder. De hele dag door plast dit wereldberoemde Brusselse standbeeld melk om het publiek bewust te maken voor de problemen waarmee de melkproducenten in Afrika te maken hebben. De activiteiten van de organisatie komen dat jaar eveneens uitvoerig aan bod tijdens de tentoonstelling van Roger Job “Turkana: de eerste laatste mensen” in het Fotomuseum van Charleroi, van september 2010 tot januari 2011.
In de loop van 2011 verklaren de FAO (Voedsel- en landbouworganisatie van de Verenigde Naties) en de OIE (Werelddierengezondheidsorganisatie) de wereld officieel vrij van runderpest. Dierenartsen Zonder Grenzen is trots op zijn bijdrage aan het uitroeien van deze ziekte. De ngo was immers nauw betrokken bij het uitroeien van de laatste broeihaarden van de runderpest in Zuid-Soedan.
Dierenartsen Zonder Grenzen wordt vandaag de dag gewaardeerd voor zijn werk met de Afrikaanse veehouders. De organisatie is de laatste jaren voortdurend gegroeid dankzij haar samenwerking met lokale partners en de professionaliteit van alle medewerkers op het terrein en in Brussel. 